# Daisuke Satō
Pour les articles homonymes, voir Satō.
佐藤 大輔
Œuvres principales
- Nichi-Bei Kessen 2025 (1993 - 1994)
- Seito (1993 - 1994)
- Red Sun Black Cross (1993 - )
- IMPERIAL GUARDS (1998 - )
- Highschool of the Dead (2006 - )

Daisuke Satō (佐藤 大輔, Satō Daisuke) est un concepteur de jeux de société, romancier ainsi qu'auteur de bande dessinée japonais né le 3 avril 1964 dans la préfecture d'Ishikawa (Japon) et décédé le 22 mars 2017.

## Biographie

### Carrière

#### En tant que romancier
Daisuke Satō est connu pour son travail sur des univers d'uchronie militaire, comme : son roman Seito (征途), dans lequel le Japon est divisé (à l'instar de la Corée post‑1945) ; la déclinaison littéraire du jeu de guerre sur plateau Red Sun Black Cross, qu'il a contribué à développer avec d'autres concepteurs (et où, au contraire de Seito, un empire du Japon puissant et étendu sur pratiquement toute l'Asie ainsi que l'Océanie, bat l'URSS, combat le Reich allemand et s'allie avec une « Union Européenne ») ; mais aussi, sa série littéraire IMPERIAL GUARDS (皇国の守護者, Koukoku no shugosha).

#### En tant quemangaka
Daisuke Satō s'est également fait connaître dans le milieu de la bande dessinée japonaise : il a d'ailleurs fait ses débuts avec Nichi-Bei Kessen 2025 sous son autre nom de plume, Daisuke Tō.
Il a aussi œuvré en tant que scénariste sur l'adaptation homonyme de son IMPERIAL GUARDS avec l'illustrateur Yū Itō, ainsi que pour l'horrifique Highschool of the Dead avec son frère cadet, l'illustrateur Shōji Satō.
IMPERIAL GUARDS fut nommé pour le Prix culturel Osamu Tezuka en 2007, ainsi que la première édition du Manga Taishō en 2008.

### Décès
Des soucis de santé auxquels Daisuke Satō devait faire face au début des années 2010 auront grandement perturbé son travail, le poussant à faire certaines pauses entre deux publications.
Il meurt le 22 mars 2017 à l'âge de 52 ans, des suites d'une cardiopathie ischémique.

## Œuvres

### Jeux
- Red Sun Black Cross (レッドサン ブラッククロス, Reddo San Burakku Kurosu?, « Soleil rouge / Croix noire ») (allégorie de l'empire du Japon et du Reich allemand)
- Return to Europa (リターン トゥ ヨーロッパ, Ritān tu Yōroppa?, « Retour en Europe »)
- Escort Fleet (エスコート フリート, Esukōto Furīto?, « Flotte d'escorte »)
- Niitakayama Nobore (ニイタカヤマノボレ, Nītakayama nobore?, « Gravis le Yu Shan »)
- War in Vietnam (ベトナム戦争, Betonamu sensou?, « Guerre du Viêt Nam »)

### Romans
- Gyakuten Taiheiyou Senshi (逆転・太平洋戦史, Histoire de la guerre du Pacifique inversée)
- Nobunaga series (信長シリーズ)
- Seito (征途, Le chemin de la victoire)
- Red Sun Black Cross (レッドサン ブラッククロス, Soleil rouge / Croix noire)
- Shinkou Sakusen Pacific Storm (侵攻作戦パシフィック・ストーム, Opération de frappe Tempête du Pacifique)
- Harukanaru Hoshi (遥かなる星, Étoile Lointaine)
- Tokyo no Yasashii Okite (東京の優しい掟, La Douceur de Tokyo)
- Kyoei no Okite (虚栄の掟, La règle de la Vanité)
- Chikyu-Renpou no Koubou (地球連邦の興亡, Élévation et chute de la Fédération, Terre)
- Koukoku no Shugosha / IMPERIAL GUARDS (皇国の守護者, Gardes Impériaux)
- Ousatsu no Huckebein (鏖殺の凶鳥, Génocidaire Huckebein)
- Mokushi no Shima (黙示の島, île apocalyptique)
- Pyongyang Coup d'État Sakusen - Shizukanaru Asa no Tameni (平壌クーデター作戦 静かなる朝のために, Conspiration de coup d'État à Pyongyang - Pour un matin paisible)

### Bandes dessinées
- Nichi-Bei Kessen 2025 (日米決戦2025―そのとき、日本は決断した!, Nichibei kessen 2025 ― Sono toki, Nihon wa ketsudan shita!?, litt. « Bataille décisive Japon - États‑Unis de 2025 — À cette époque, le Japon s'est décidé ! ») par Daisuke Tō (autre nom de Satō) et Yoshifumi Kobayashi
- IMPERIAL GUARDS (皇国の守護者, Koukoku no shugosha?, Les « Gardes Impériaux ») par Daisuke Satō et Yū Itō
- Highschool of the Dead (学園黙示録 HIGH SCHOOL OF THE DEAD, Gakuen mokushiroku HIGH SCHOOL OF THE DEAD?, l’« Académie de l’Apocalypse HIGH SCHOOL OF THE DEAD ») par Daisuke et Shōji Satō

### Autres
Il a fait une promotion de cinq minutes pour l'épisode spécial d'une heure de l'adaptation animée de One Piece (Luffy vs Sanji), qui fut diffusé le 1er octobre 2017.